# Lev Kerbel

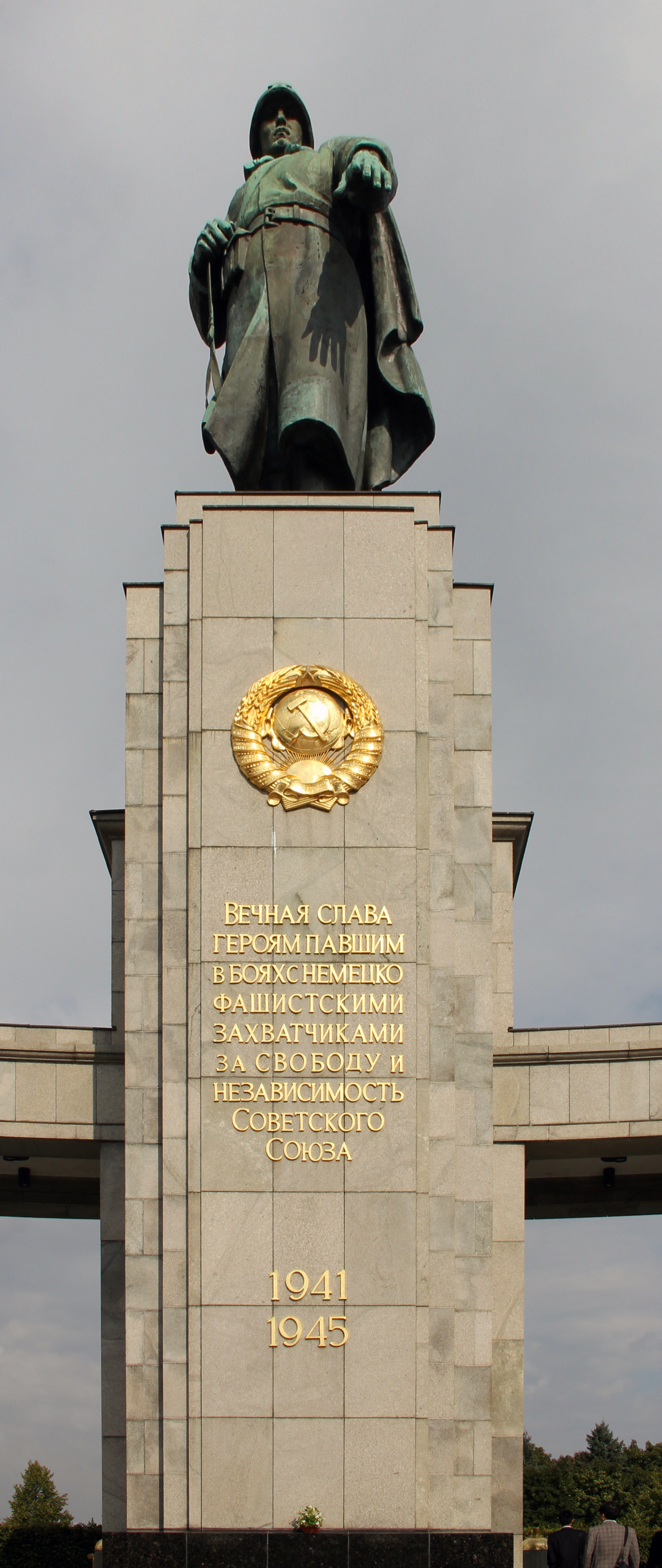
Monument al soldat soviètic. Berlín

Lev Efímovitx Kerbel (en rus: Лев Ефи́мович Ке́рбель) (Semenivka, actual Ucraïna, 7 de novembre de 1917 - Moscou, 14 d'agost de 2003) fou un escultor, pedagog i professor soviètic. Vicepresident de l'Acadèmia de les Arts de l'URSS de 1988 a 2003.
Acadèmic de la AX CCCP (1975). Heroi del Treball Socialista (1985). Laureat amb el Premi Lenin (1961) i Premi Stalin de primer grau (1950). Membre del Partit Comunista de la Unió Soviètica des de 1963. Lev Kerbel va crear més de 70 monuments erigits a Rússia i a l'estranger. Kerbel és l'autor del monument als herois del submarí nuclear enfonsat, el Kursk a Moscou.

## Biografia
Des de petit, Lev va mostrar un talent artístic fora del comú. El 1934 va fer un retrat en baix relleu de Lenin. Nadejda Krúpskaia va reconèixer el mèrit de l'obra i el va enviar amb una recomanació a l'escultor Serguei Merkúrov, que més tard va donar una bona crítica al treball del jove. Així Kerbel es va convertir en un estudiant de l'Acadèmia Russa de les Arts a Leningrad, on es va inscriure a la classe preparatòria.
El 1937 es va convertir en un estudiant de primer curs de la facultat d'escultura de l'Institut de Pintura, Escultura, Arquitectura i Arts de Moscou (futur Institut d'Art de Moscou anomenat Vasili Súrikov) on adquireix habilitats sota la direcció dels grans mestres com Matveev, Domogatskii, Iodko, Sherwood.
En els seus anys d'estudiant va realitzar un retrat escultòric d'Aleksandr Puixkin (1937, al Museu d'Art de Smolensk.
El 1941 va participar en el concurs per a un monument a V. Vladimir Maiakovski, a la primera ronda va guanyar el primer premi, però el projecte va quedar inconclús a causa de la Segona Guerra Mundial. L'escultor A. P. Kibalnikov, reconeixia que el seu famós monument a Vladimir Maiakovski a Moscou, inaugurat el 1958 en honor del 65 aniversari del poeta, estava parcialment inspirat en el model que Kerbel havia fet abans de la guerra.
El 1942, l'escultor, va anar com a voluntari al front. Va servir com a artista militar a la Flota del Nord, va participar en campanyes militars contra els destructors «Разумный» и «Гремящий». Durant aquestes operacions va ser guardonat amb l'Orde de l'Estrella Roja.
El 1945 el comandament de les tropes soviètiques a Alemanya va desar Kerbel a Berlín, on en col·laboració amb Vladimir Iefimovitx Tsigal va acabar el treball sobre el monument en memòria dels herois de la presa de Berlín, que es va decidir establir a un parc en el barri berlinès de Tiergarten. Era la segona vegada que es creava un monument als soldats-guanyadors, després del monument a Königsberg. Tot seguit, es va col·locar el monument de Kerbel al Soldat Alliberador soviètic a la ciutat de Küstrin, a la vora de Berlín.
Lev Kerbel va ser l'autor de més de 50 monuments i memorials col·locats a moltes ciutats del país i a l'estranger. Ell va crear un gran nombre d'estàtues de figures prominents del Partit Comunista, l'Estat soviètic, senyors de la guerra, la Unió Soviètica, els herois i del Treball Socialista. Kerbel juntament amb el vicepresident de l'Acadèmia de les Arts M. Manizer, van realitzar la màscara mortuòria Ióssif Stalin.
A totes les etapes de la seva obra, Kerbel va posar en pràctica els principis de la ideologia comunista en l'art. Per exemple, a les obres en relleu de la "Desfilada de la Victòria" i "Escolten Lenin" (guix), 1948 - 1949, tots dos a la Galeria Tretyakov.
Va treballar sense descans sobre la imatge de Lenin, ocupant una posició de lideratge en la jerarquia dels gèneres de realisme socialista. Va fer retrats del líder i monuments, incloent la composició de temes revolucionaris. Ell va dissenyar els monuments a Vladimir Lenin que es troben a Moscou a la Plaça d'Octubre, Smolensk, Gorki Léninskie, Kémerovo, Krasnoznamensk (óblast de Moscou), Poltava, Siktivkar, Lípetsk, Sofia (Bulgària), L'Havana (República de Cuba) en] coautoria amb Antoni Quintana i en altres llocs. Ara, alguns d'ells desmantellats.
Un altre encàrrec important va ser l'escultura que Kerbel va fer de Karl Marx, per al monuments a la plaça del Teatre a Moscou (Premi Lenin, 1962) i en el centre de la ciutat alemanya de Chemnitz, pel que va ser guardonat pel Govern de la República Democràtica Alemanya amb l'Orde de Karl Marx i de l'Acadèmia Russa de les Arts que l'hi van atorgar la medalla d'or a l'escultor.
El 1976, el govern soviètic va donar la República de Sri Lanka el monument a Solomon Bandaranaike, treball de Kerbel.
Des de 1962 el professor L.Kerbel va dirigir el departament d'escultura Institut d'Art de Moscou Súrikov. En ell es van formar una constel·lació d'artistes amb talent que treballen amb èxit a Rússia i a l'estranger.
Va morir a Moscou el 14 d'agost de 2003, està enterrat al Cementiri de Novodévitxi.

## Premis

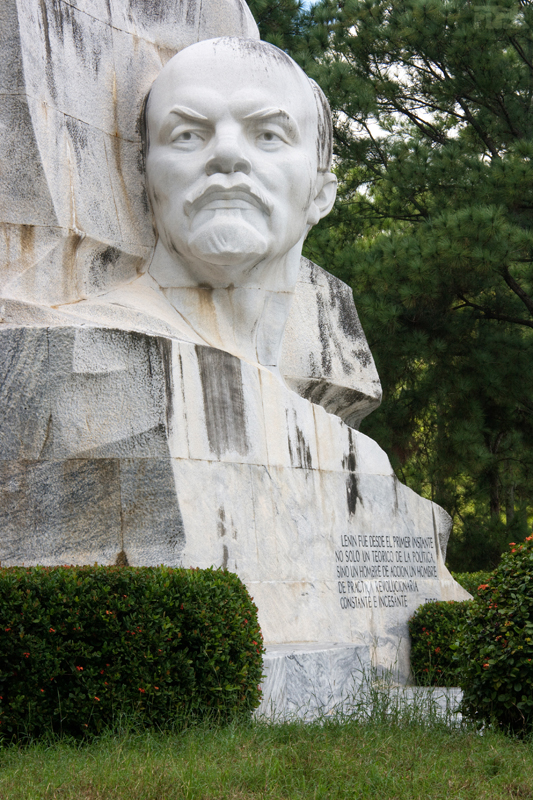
Monument a Lenin a l'Havana

- Heroi del Treball Socialista (1985)
- Orde de l'Amistat dels Pobles (1993)[3]
- Orde de Lenin
- Orde de la Bandera Roja del Treball
- Orde de la Guerra Patriòtica de segon grau
- Orde de l'Estrella Roja
- Orde de Karl Marx
- Orden de la República de Bulgaria Popular de primer grau[4]
- Premi Lenin (1962)
- Premi Stalin de primer grau (1950)
- Artista del Pueblo de la URSS (1977)
- Artista del Pueblo de la RSFSR (1967)
- Premi Goethe (Alemanya)
- Medalla de la defensa de Moscou
- Medalla de la defensa de la Regió Àrtica Soviètica
- Medalla per la Conquesta de Berlín
- Premios Israel, Sri Lanka, Alemanya .